# Tiramin
Tiramin (4-hidroksifenetilamin, para-tiramin, midrijal, uteramin) je prirodni monoamin jedinjenje i trag amin izveden iz aminokiseline tirozina. Tiramin deluje kao kateholamin [ dopamin, norepinefrin (noradrenalin), epinefrin (adrenalin)] otpuštajući agens. On nema sposobnost prolaska kroz krvno moždanu barijeru, te ispoljava jedino periferne simpatomimetičke efekte.

## Biosinteza
Biohemijski, tiramin se formira dekarboksilacijom tirozina posredstvom enzima tirozin dekarboksilaza. Tiramin se zatim može konvertovati do metilisanih alkaloidnih derivata N-metiltiramina, N,N-dimetiltiramina (hordenina), o N,N,N-trimetiltiramina (kandicina).
| Biosintetički putevi za kateholamine i trag amine u ljudskom mozgu p-Tiramin primarni · put manje · zastupljeni · put Kod ljudi, kateholamini i fenetilaminergički trag amini su izvedeni iz aminokiseline L-fenilalanin. |

## Hemija
U laboratoriji, tiramin se može sintetisati na različite načine, uključujući dekarboksilaciju tirozina.